# 羅馬—佛羅倫斯鐵路
佛羅倫薩－羅馬鐵路（義大利語：Ferrovia Firenze-Roma）是一條普通鐵路，為義大利傳統的南北主幹線的一部分，1866年時通車。本線最主要的用途為城市間的軌道運輸及貨物輸送，跨國的長途列車並未使用本線。